# Seznam návštěvníků výstaviště v Lysé nad Labem
Cílem článku je podat historický přehled známých osobností, jenž navštívily Výstaviště v Lysé nad Labem. Jednotlivé osobnosti jsou zastoupeny v přehledu podle roku, kdy výstaviště navštívily.

## Rok 1994
- Jan Rosák (1947), český rozhlasový a televizní hlasatel, scenárista, herec a moderátor.
- Yo Yo Band, česká hudební skupina.[1]

## Rok 1999
- Tomáš Enge (1976), český automobilový závodník, první a jediný český pilot Formule 1.
- Otakar Krámský (1959 – 2015), český automobilový závodník, mnohonásobný mistr ČR v závodech automobilů do vrchu, trojnásobný mistr Evropy v závodech automobilů do vrchu
- Jan Kodeš (1946), profesionální český tenista, vítěz Wimbledonu 1974, dvojnásobný vítěz French Open z let 1970 a 1971, člen vítězného družstva Davisova poháru z roku 1980.
- Vladislav Malát (*1934), český politik, fyzik, překladatel senátor Parlamentu České republiky.
- Václav Žmolík (1959), český novinář, publicista, scenárista, rozhlasový a televizní redaktor a moderátor.[2]

## Rok 2001
- Associazone Culturale Banda Musicale "G. Verdi" Faro Superiore, italský orchestr z Faro Superiore v Itálii založený v roce 1882.
- Bröltaler Musikverein e. V., německý hudební orchestr z Ruppichteroth v Německu.
- Jungenblasorchester Rhein. Musikschule, německý orchestr založeny v roce 1964.
- Little Big Band Colonna, italský orchestr založený v roce 1977 z města Collona v Itálii, držitel zlaté medaile italské národní asociace.

## Rok 2013
- Zdeněk Mahler (1928), český spisovatel, pedagog, scenárista, publicista a muzikolog.[3]

## Rok 2014
- Květa Fialová (1929 – 2017), česká divadelní, filmová a televizní herečka
- Lukáš Hejlík (1980), český divadelní, filmový a televizní herec
- Klára Jandová (1979), česká herečka, moderátorka
- Eva Samková (1993), česká snowboardistka, závodnice ve snowboardcrossu, olympijská vítězka ve snowboardcrossu ze Zimních olympijských her 2014 v Soči v Rusku
- David Svoboda (1985), český moderní pětibojař, olympijský vítěz v moderním pětiboji z Letních olympijských her 2012 v Londýně ve Velké Británii
- Bára Štěpánová (1959), česká divadelní, filmová a televizní herečka, moderátorka
- Jakub Vágner (*1981), český rybář, televizní moderátor, držitel několika světových rekordů v rybolovu
- Václav Vydra (1956), český divadelní, filmový a televizní herec[4]

## Rok 2015
- Eliška Bučková (1989), česká modelka, zpěvačka, vítězka soutěže Česká Miss 2008.
- Martin Čermák, moderátor Sportovních novin televize Nova.
- Květa Fialová (1929 – 2017), česká divadelní, filmová a televizní herečka.
- Lukáš Hejlík (1980), český divadelní, filmový a televizní herec.
- Jana Chládková, česká zpěvačka, moderátorka, dramaturgyně pořadů Český rozhlas Region.
- Yvonne Přenosilová (1947), česká zpěvačka a moderátorka.
- Marian Roden (1964), český divadelní, filmový a televizní herec.
- David Svoboda (1985), český moderní pětibojař, olympijský vítěz v moderním pětiboji z Letních olympijských her 2012 v Londýně ve Velké Británii.
- Eva Samková (1993), česká snowboardistka, závodnice ve snowboardcrossu, olympijská vítězka ve snowboardcrossu ze Zimních olympijských her 2014 v Soči v Rusku.
- Marcel Zmožek (1965), český textař, skladatel a zpěvák.[5]

## Rok 2016
- Jiřina Bohdalová (1931), česká divadelní, filmová a televizní herečka, moderátorka.
- Jan Cimický (1948), český psychiatr, prozaik, básník, překladatel, dramaturg a scenárista.
- Martin Čermák, moderátor sportovních novin televize Nova.
- Václav Klaus (1941), český ekonom a politik, zakladatel Občanské demokratické strany, předseda vlády a prezident České republiky.
- Jakub Kohák (1974), český filmový a reklamní režisér, herec.
- Petr Říbal, moderátor Snídaně s Novou.
- Karel Sýs (1946), český básník, spisovatel a novinář.
- Bára Štěpánová (1959), česká divadelní, filmová a televizní herečka, moderátorka.
- Michal Viewegh (1962), český spisovatel a publicista, držitel Ceny Jiřího Ortena.
- Jiří Žáček (1945), český spisovatel, básník, překladatel, autor učebnic, nositel Medaile Za zásluhy České republiky.[6]

## Rok 2017
- Andrej Babiš (1954), český podnikatel, politik, zakladatel koncernu Agrofert, předseda hnutí Ano, ministr financí České republiky, poslanec parlamentu České republiky.
- Michal Dvořák (1965) producent, skladatel, textař, hráč na klávesové nástroje, zakládající člen skupiny Lucie.
- Milan Hnilička (1973), český profesionální hokejový brankář, člen kádru české hokejové reprezentace, olympijský vítěz v ledním hokeji ze Zimních olympijských her 1998 v Naganu v Japonsku, trojnásobný mistr světa v ledním hokeji.
- Jaroslava Pokorná Jermanová (1970), česká politička, členka hnutí Ano, mítopředsedkyně Poslanecké sněmovy Parlamentu České republiky, hejtmanka Středočeského kraje.
- Jakub Kohák (1974), český filmový a reklamní režisér, herec.
- Emanuele Ridi (1973), italský kuchař, moderátor televizních pořadu o vaření S Italem v kuchyni a Léto s Italem.
- Karel Schwarzenberg (1937), český šlechtic, politik, podnikatel, advokát, ministr zahraničních věcí České republiky, čestný předseda strany TOP 09, rytíř Řádu zlatého rouna.
- Bohuslav Sobotka (1971), český politik, předseda vlády České republiky a předseda České strany sociálně demokratické.
- Pavel Trávníček (1950), český herec, moderátor, dabér, divadelní režisér.
- Kateřina Valachová (1976), česká právnička, politička, členka České strany sociálně demokratické, ministryně školství mládeže a tělovýchovy České republiky.[7]

#### Prameny
- VLL 1999–2017 – VÝSTAVIŠTĚ LYSÁ NAD LABEM: Kroniky Výstaviště Lysá nad Labem z let 1999–2017. Lysá nad Labem 1999–2017.

#### Sekundární literatura
- CHMELOVÁ, Božena. Příběhy, pověsti a historie města Lysá nad Labem a okolí. Lysá nad Labem: Alpy, 1999.
- OTRUBA, F. Paměti města Lysá nad Labem. Jihlava : Město Lysá n.L., 1997. s. 127.
- VLL 2010a — Výstaviště Lysá nad Labem: Výstavní noviny: Natura Viva 2010, č. 1, 2011.
- VLL 2010b — Výstaviště Lysá nad Labem: Výstavní noviny: Domov a teplo / Polabský knižní veletrh / Čtyři dny se záchranáři 2010, č. 2, 2010.
- VLL 2010c — Výstaviště Lysá nad Labem: Výstavní noviny: Zemědělec / Náš chov 2010, č. 3, 2010.
- VLL 2011a — Výstaviště Lysá nad Labem: Výstavní noviny: Zemědělec / Jaro s koňmi 2011, č. 1, 2011.
- VLL 2011b — Výstaviště Lysá nad Labem: Výstavní noviny: Zemědělec 2011, č. 2, 2011.
- VLL 2012a — Výstaviště Lysá nad Labem: Výstavní noviny, č. 1, 2012.
- VLL 2012b — Výstaviště Lysá nad Labem: Výstavní noviny, č. 2, 2012.
- VLL 2013a — Výstaviště Lysá nad Labem: Výstavní noviny, č. 1, 2013.
- VLL 2013b — Výstaviště Lysá nad Labem: Výstavní noviny, č. 2, 2013.
- VLL 2013c — Výstaviště Lysá nad Labem: Výstavní noviny, č. 3, 2014.
- VLL 2014a — Výstaviště Lysá nad Labem: Výstavní noviny, č. 1, 2014.
- VLL 2014b — Výstaviště Lysá nad Labem: Výstavní noviny, č. 2, 2014.
- VLL 2014c — Výstaviště Lysá nad Labem: Výstavní noviny, č. 3, 2014.
- VLL 2015a — Výstaviště Lysá nad Labem: Výstavní noviny, č. 1, 2015.
- VLL 2015b — Výstaviště Lysá nad Labem: Výstavní noviny, č. 2, 2015.
- VLL 2016a — Výstaviště Lysá nad Labem: Výstavní noviny, č. 1, 2016.
- VLL 2016b — Výstaviště Lysá nad Labem: Výstavní noviny, č. 2, 2016.
- VLL 2017a — Výstaviště Lysá nad Labem: Výstavní noviny, č. 1, 2017.
- VLL 2017b — Výstaviště Lysá nad Labem: Výstavní noviny, č. 2, 2017.